# Sacajawea
Sacajawea (Salmon, 1788 – Omaha, 20 dicembre 1812) fu una donna nativa americana della tribù degli Shoshoni.
Accompagnò Meriwether Lewis e William Clark durante l'omonima spedizione finalizzata ad esplorare l'America nord-occidentale. Viaggiò per migliaia di chilometri dal Dakota del Nord fino alla costa pacifica dell'Oregon tra il 1804 ed il 1806 e Clark la soprannominò "Janey".
Poche sono le fonti storiche riguardo a Sacajawea, ma si guadagnò un posto importante nelle cronache di Clark e Lewis e nell'immaginario americano. Agli inizi del XX secolo, il National American Woman Suffrage Association (associazione femminista) la assunse a simbolo dell'indipendenza delle donne, erigendo a suo onore numerose statue e targhe.

## Biografia

### Gioventù
Sacajawea nacque nella tribù Agaidika ("mangiatori di salmoni" nell'idioma indigeno) degli Shoshoni i quali vivevano tra i torrenti Kenney e Agency, vicino a quella che oggi è Tendoy, in Idaho. Quando raggiunse i dodici anni venne rapita assieme ad altre ragazze da un gruppo degli Hidatsa durante una battaglia che vide la morte di quattro uomini, quattro donne e molti giovani degli Shoshoni. Sacajawea in seguito fu trasferita in un villaggio Hidatsa presso l'odierna Washburn, in Dakota del Nord.
All'età di tredici anni divenne la moglie di Toussaint Charbonneau, un commerciante di pelli francese che viveva nel villaggio, il quale già aveva un'altra moglie di nome Otter Woman. Si pensa che Charbonneau abbia comprato entrambe le "mogli" dalla tribù oppure che abbia vinto Sacajawea al gioco.

### La spedizione
Sacajawea rimase incinta nel periodo in cui il "Corpo di Esplorazione" arrivò nelle vicinanze del villaggio Hidatsa per passare il loro inverno a cavallo tra gli anni 1804 e 1805. In quel luogo i capitani Lewis e Clark costruirono il forte Mandan e s'informarono tra i vari commercianti se ve ne fosse stato qualcuno in grado di aiutarli da lì in avanti con delle traduzioni fungendo da interprete. I due esploratori convennero di reclutare Charbonneau e in seguito scoprirono che sua moglie era in grado inoltre di parlare la lingua Shoshoni. Ben presto capirono che avrebbero avuto bisogno di questa coppia per raggiungere la sorgente del Missouri. Il 4 novembre 1804 Lewis registrò nel suo diario di viaggio:
(Meriwether Lewis)
Una settimana dopo Sacajawea e Charbonneau entrarono stabilmente nel forte e Lewis stesso poté assistere al parto di Jean-Baptiste l'11 febbraio 1805. Clark e gli altri soprannominarono il neonato little pomp o pompy, col significato di "primogenito". In aprile il corpo di spedizione lasciò il forte e iniziò la risalita del fiume Missouri tramite piroghe.
Il 14 maggio 1805 Sacajawea riuscì nell'impresa di recuperare degli oggetti che erano caduti in acqua dopo il rovesciamento di una barca, tra i quali vi erano anche il diario e i rapporti dei due capitani. Questi ultimi elogiarono particolarmente l'avvenimento e nominarono il corso d'acqua "fiume Sacagawea" in suo onore.
Nell'agosto 1805 incontrarono una tribù Shoshoni e tentarono di proporre degli scambi per ottenere dei cavalli per poter attraversare i passi tra le Montagne Rocciose. Sacajawea, che in quell'occasione si rivelò essere la sorella del capo-tribù di nome Cameahwait, si fece avanti nel ruolo di traduttrice. La registrazione di Lewis attesta:
(Meriwether Lewis)
Il 20 novembre, nel momento in cui erano ormai prossimi alla foce del fiume Columbia, Sacajawea si privò della sua cintura per permettere ai capitani di poter trattare l'acquisto di una pelliccia che avrebbe dovuto essere un regalo per il presidente Jefferson.
In gennaio, quando l'oceano Pacifico era stato raggiunto e la truppa stava svernando a forte Clatsop, una carcassa di balena si arenò sulla spiaggia e Sacajawea insistette in maniera ostinata per poter vedere quella che per lei era una grande meraviglia. Durante il viaggio di ritorno consigliò inoltre a Clark di passare le Montagne Rocciose in quello che oggi è noto come passo Bozeman, in seguito scelto anche dalla "Northern Pacific Railway" (Ferrovia del Nord Pacifico) come passaggio opzionale per attraversare la suddetta catena montuosa.

### Malattia e morte
Charbonneau e Sacajawea, dopo la spedizione, passarono 3 anni tra gli Hidatsa prima di accettare l'invito di Clark e di stabilirsi a St. Louis nel 1809. La coppia affidò l'educazione di Jean-Baptiste a Clark, il quale lo iscrisse alla Saint Louis Academy. Poco dopo il 1810 (non si conosce la data precisa), Sacajawea diede alla luce sua figlia Lisette.
Secondo alcuni documenti storici, Sacajawea morì nel 1812 di una malattia sconosciuta. Un rapporto di Henry Brackenridge, un commerciante di pelli, stabilisce che sia Sacajawea che suo marito vivevano a forte Manuel Lisa sul fiume Missouri nel 1811. Egli scrisse anche che Sacajawea "si era ammalata e desiderava rivedere la sua terra natale". L'anno seguente, un altro rapporto, redatto dal prete John Luttig, testimonia che "la moglie di Charbonneau, una snake squaw (il termine usato per definire gli indiani Shoshoni), morì di febbre all'età di circa 25 anni lasciando una figlia piccola".
Pochi mesi dopo, il forte Lisa subì un attacco da parte dei nativi e quindici uomini persero la vita. John Luttig e la piccola Lisette sopravvissero, mentre si pensa che Touissant Charbonneau sia rimasto ucciso in quest'occasione. Il fatto che tra i documenti di Clark non vi sia nessun riferimento a Lisette lascia presumere che quest'ultima non sia sopravvissuta oltre l'infanzia.

## Mito e leggenda

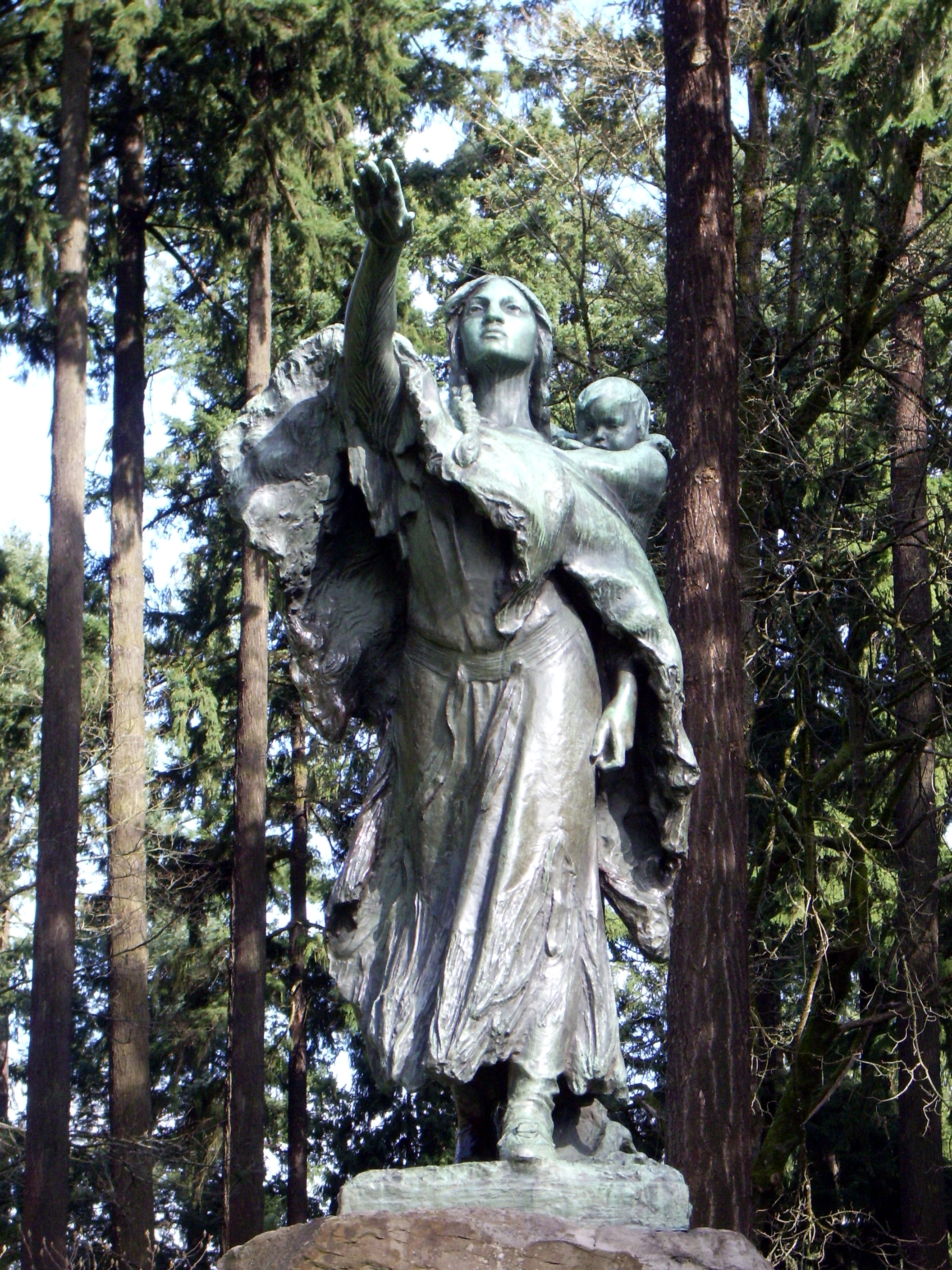
Statua di Sacajawea al Washington Park di Portland

Le notizie storiche affidabili riguardanti Sacajawea sono veramente limitate. La sua partecipazione alla spedizione e la carenza di registrazioni ufficiali che la riguardano hanno portato alla creazione di un mito.
Secondo alcune storie tramandate oralmente dai nativi americani si dice che Sacajawea anziché morire nel 1812 lasciò il marito e s'imbatté in una tribù nelle Grandi Pianure durante il tragitto per il ritorno alla sua terra. Qui si sposò e lasciò in seguito la tribù, dopo l'uccisione del marito, per proseguire il suo ritorno verso i Lehmi Shoshoni nel Wyoming.
Una donna Shoshoni di nome Porivo (donna-capo) morì nella riserva indiana di Wind River nel Wyoming, il 9 aprile 1884. Il reverendo che officiò al suo funerale comunicò dopo le esequie che la donna in questione era la nota Sacajawea.
Nel 1925 un medico Sioux, il dottor Charles Eastman, venne incaricato dall'Ufficio degli Affari Indiani di localizzare i resti di Sacajawea. Eastman fece visita a varie tribù indiane interrogandole su chi avesse avuto notizie di Sacajawea. Nella ricerca tralasciò comunque la tribù dove Sacajawea passò l'infanzia, gli Agaidika, e quella dove morì Porivo, la donna indiana creduta Sacajawea. La sua conclusione fu che l'ipotesi relativa a Porivo fosse veritiera. Nel 1963 nella riserva indiana vicino a Lander, nel Wyoming, venne eretto un monumento a "Sacajawea degli Shoshoni" sulla base di questa affermazione.
La credenza che Sacajawea sia arrivata fino all'anzianità è stata largamente diffusa negli Stati Uniti dal romanzo "Sacagawea" scritto da Grace Hebard nel 1933. Questo caso fu affrontato anche cinquant'anni dopo nel 1984, in un altro romanzo intitolato "Sacajawea", da Anna Lee Waldo. La differenza tra i due romanzi sta nel fatto che la Waldo era a conoscenza delle ricerche scientifiche del 1812 che supportavano la morte della protagonista intorno ai 25 anni, ma la scrittrice scelse volontariamente la strada del mito.
Alcune "invenzioni" riguardo alla spedizione vorrebbero Sacajawea coinvolta sentimentalmente con i capitani Lewis e Clark. I diari mostrano in effetti che Sacajawea era molto legata a Clark e spesso gli faceva dei favori, ma l'esasperazione verso un rapporto sentimentale è un parto dei romanzieri che hanno scritto in un periodo molto distante da quello della spedizione. La storia del viaggio inoltre è rappresentata nel film western "I due capitani" del 1955.

## Etimologia
Una lunga diatriba si svolge da diverso tempo riguardo l'etimologia e la corretta pronuncia del nome dell'amerinda.

### Sacagawea
Sacagawea è in assoluto la versione più utilizzata e si pronuncia con la "g" dura. Gli stessi Lewis e Clark nel loro diario la chiamano in questo modo per ben 17 volte. La scrittura "Sacagawea" fu accettata nel 1910 dall'Ufficio Etnologico degli Stati Uniti ed è stata scelta anche per essere rappresentata sul dollaro commemorativo. Naturalmente è utilizzata anche da altre fonti e da moltissimi studiosi di storia.

### Sakakawea
Sakakawea deriva dalla parola Hidatsa "tsakáka wía" (donna-uccello) ed è il nome più usato dopo Sacagawea oltre ad essere utilizzato dalle "Tre Tribù Affiliate", la Hidatsa la Mandan e la Arikara. Questa scrittura è diffusa in tutto il Dakota del Nord dove ha dato anche il nome ad un lago. Non meno importante è il fatto che sia la versione più condivisa tra gli specialisti. Inoltre la Società di Storia del Dakota del Nord (North Dakota State Historical Society) ha trovato dei riferimenti a questo tipo di scrittura, proprio tra le registrazioni del viaggio, secondo le quali Charbonneau spiegò ai membri della spedizione che il nome di sua moglie significava "donna-uccello" ed in aggiunta Lewis scrive di lei utilizzando due modi, tra i quali questo.

### Sacajawea
Sacajawea o Sacajewea si dice derivi dalla parola del linguaggio Shoshoni che significa "colei spinge/tira la barca" ed è l'appellativo preferito dalla tribù dei Lemhi Shoshoni i quali sostengono che i rapitori Hidatsa avrebbero semplicemente cambiato il suo nome adattandolo al loro dialetto.
Il nativo americano dell'Idaho John Rees si interessò dei fondamenti di questa etimologia nel 1920 ed in un'edizione ripubblicata nel 1970 col titolo di "Madame Charbonneau" sostenne con varie argomentazioni questa tesi.
La parola Sacajawea, usata negli insegnamenti fino al tardo XX secolo, è ormai considerata errata dalle moderne accademie. Il professor Liljeblad dell'Università statale dell'Idaho sostiene che sia improbabile che la parola Sacajawea derivi dalla lingua Shoshoni in quanto potrebbe avere delle attinenze con la parola "saiki" (barca) ma il resto del nome risulterebbe incomprensibile a qualsiasi nativo di quella tribù.
Rozina George, lontana parente di Cameahwait (fratello di Sacajawea), sostiene che la tribù dei Lemhi non riconosce la scrittura Sacagawea e nemmeno la relativa pronuncia. La prova viene mostrata dalle scuole e dalle aree commemorative dell'area le quali riportano tutte il nome Sacajawea.
In conclusione possiamo notare come vi siano molte parole Shoshoni che possono essere legate etimologicamente a questo nome e probabilmente non si riuscirà mai ad ottenere una risposta definitiva.

## Nella cultura di massa
La storia di Sacajawea è ripresa e raccontata, in modo romanzato e "groeningiano", nell'episodio 11 della quindicesima stagione dei Simpson Il tour storico di Marge, in cui Sacajawea è interpretata da Lisa.
Il suo personaggio è presente nella trilogia cinematografica di Una notte al museo.
Durante l'episodio della serie TV Star Trek: Voyager "Coda", la navetta sulla quale si trovano il Capitano Janeway e il Comandante Chakotay viene identificata col nome Sacajawea.
A lei è stata dedicata una emissione della moneta da un dollaro.
Philip Glass ha dedicato una composizione musicale a Sacajawea. È scritto solo per archi e presenta un duetto tra il pianoforte e il flauto dei nativi americani. Il tema di apertura del flauto è una rappresentazione musicale del nome "Sacagawea".

### Film
- I due capitani (The Far Horizons, 1955), diretto da Rudolph Maté, con le interpretazioni di Donna Reed (Sacajawea), Fred MacMurray e Charlton Heston.
- Una notte al museo (regia di Shawn Levy) - In alcune parti del film si può vedere Sacajawea (interpretata da Mizuo Peck) che di notte prende vita e assiste al litigio di Lewis e Clark.
- Nel film La fine (How It ends) del 2018 una donna indiana, Ricki, accompagna per un tratto i due protagonisti maschili nel loro percorso verso il Pacifico negli Stati Uniti di Nord Ovest. Sebbene non ci sia un riferimento esplicito, l'episodio ricorda la vicenda di Sacajawea nella spedizione di Lewis e Clark.